# 스콜포녹
스콜포녹(Scrponok)은 트랜스포머의 등장인물이며 디셉티콘 소속 인물이다. 다른 작품, 다른 세계관에서도 등장하며 별개 인물들이다.
원작 세계관에서 거대한 헤드마스터로 쟈락이 그의 머리가 되어준다. 포트리스 맥시무스와는 라이벌 관계다.
원작 세계관 비스트 워즈에서는 별개 인물 이자 프레대콘 부관이며 집게발안의 미사일을 주무기로 사용한다.
실사영화 세계관에서는 블랙아웃의 몸에 내장되어있는 트랜스포머로 등장한다.